# Charlton Lawson
Pour les articles homonymes, voir Lawson.
Charlton Lee Lawson, né le 15 décembre 1984, est un nageur sud-africain.

## Carrière
Aux Jeux africains de 2003 à Abuja, Charlton Lawson est médaillé d'or du relais 4 x 200 mètres nage libre.
Il participe ensuite aux Jeux afro-asiatiques de 2003 à Hyderabad, où il est médaillé d'or du 1 500 mètres nage libre et médaillé de bronze du 400 mètres nage libre.